# Mecistocephalus rubriceps
Mecistocephalus rubriceps är en mångfotingart som beskrevs av Charles Thorold Wood 1862. Mecistocephalus rubriceps ingår i släktet Mecistocephalus och familjen storhuvudjordkrypare.
Artens utbredningsområde är:
- Laos.
- Filippinerna.
- Taiwan.
- Vietnam.

Inga underarter finns listade i Catalogue of Life.